# Éric Trappier
Éric Trappier is een Franse zakenman en ingenieur. Sinds januari 2013 is hij CEO van vliegtuigmaatschappij Dassault Aviation, onderdeel van de Dassault Group. In 2025 werd hij ook voorzitter van het familieholdingsbedrijf Groupe Industriel Marcel Dassault.

## Levensloop
Trappier werd geboren en grootgebracht in Parijs. Hij behaalde in 1983 een ingenieursdiploma aan Telecom SudParis. Een jaar later trad hij in dienst bij Dassault Aviation. Hij bekleedde verschillende internationale functies, waaronder internationaal verkoopmanager (2002) en directeur internationale activiteiten (2006). Voor zijn benoeming tot CEO was hij uitvoerend vice‑president voor internationale zaken. Hij volgde Charles Edelstenne op toen die in 2013 met pensioen ging.
Trappier bekleedt verschillende nevenfuncties:
- Voorzitter en CEO van Dassault Aviation
- Voorzitter van ASD – AeroSpace and Defence Industries Association of Europe
- Voorzitter van GIFAS – Groupement des Industries Françaises Aéronautiques et Spatiales
- Voorzitter van CIDEF – Conseil des Industries de Défense Françaises
- Lid van de raad van bestuur van onder meer Thales Group, GIE Rafale International, ODAS, SOFEMA en Eurotradia

## Internationale projecten
Onder zijn leiding zette Dassault zich in voor projecten zoals de Europese Future Combat Air System (FCAS). Trappier stelde meermaals dat FCAS en het Britse/Italiaanse Tempest-project niet gefuseerd worden. Verder pleitte hij voor politieke bemiddeling in geschillen binnen het FCAS-consortium (2022) en benadrukte hij dat Dassault de leidende rol in FCAS moet behouden.

### Belgische deelname aan FCAS
In juli 2025 sprak Trappier zich fel uit tegen de Belgische deelname aan het FCAS-project. Hij noemde de Belgische beslissing om tegelijk extra Amerikaanse F-35's aan te kopen "onbegrijpelijk" en stelde dat België de Europese defensie-industrie "belachelijk maakt". Volgens hem hoort deelname aan FCAS gepaard te gaan met aankopen binnen Europa. Hij verklaarde: "Als België van het idee afstapt om F-35’s te kopen, zouden ze welkom zijn. Als ze dat niet doen, dan maken ze ons echt belachelijk."
- Gemeinsame Normdatei: 1132588812
- Système universitaire de documentation: 251971686
- Virtual International Authority File: 5908149619419304010002
- WorldCat: E39PBJfCyyj7BJBqkWwyHFxCcP